# Kraśne (gmina)
Kraśne (lub Krasne, pocz. Krasnosielsk) – dawna gmina wiejska istniejąca do 1945 roku w woj. nowogródzkim/Ziemi Wileńskiej/woj. wileńskim. Siedzibą gminy było miasteczko Kraśne (1012 mieszk. w 1921 roku).
Na samym początku okresu międzywojennego gmina Kraśne należała do powiatu wilejskiego w woj. nowogródzkim. 13 kwietnia 1922 roku gmina wraz z całym powiatem wilejskim została przyłączona do objętej władzą polską Ziemi Wileńskiej, przekształconej 20 stycznia 1926 roku w województwo wileńskie.
1 kwietnia 1927 roku gmina weszła w skład nowo utworzonego powiatu mołodeczańskiego w tymże województwie. Po wojnie obszar gminy Kraśne został odłączony od Polski i włączony do Białoruskiej SRR.

## Demografia
Według Powszechnego Spisu Ludności z 1921 roku gminę zamieszkiwało 9431 osób, 1385 było wyznania rzymskokatolickiego, 7702 prawosławnego, 11 ewangelickiego, 332 mojżeszowego a 1 mahometańskiego. Jednocześnie 4413 mieszkańców zadeklarowało polską, 4694 białoruską, 2 niemiecką, 303 żydowską, 15 rosyjską, 2 ukraińską, 1 litewską a 1 tatarską przynależność narodową. Było tu 1613 budynków mieszkalnych.